# (31614) 1999 GV10
1999 جي في 10 (ويعرف أيضًا باسم (31614) 1999 جي في 10 وفق تسمية الكوكب الصغير) (بالإنجليزية: 1999 GV10)‏ هو كويكب ضمن حزام الكويكبات؛ وترتيبه 31614 من حيث الاكتشاف.
اكتُشف هذا الجُرم الفلكي بواسطة سبيس واتش في 11 أبريل 1999.

## وصلات خارجية
- (31614) 1999 GV10 في قاعدة بيانات مختبر الدفع النفاث لأجرام النظام الشمسي الصغيرة

- الاكتشاف · مخطط المدار ·  العناصر المدارية · المعلمات المادية

- (31614) 1999 GV10 على موقع ويكي سكاي: DSS2, SDSS, GALEX, IRAS, Hydrogen α, X-Ray, Astrophoto, Sky Map, Articles and images